# Christian Goethals
Christian Goethals (n. 4 august 1928, Kortrijk, Flandra, Belgia – d. 26 februarie 2003, Kortrijk, Flandra, Belgia) a fost un fost pilot de Formula 1. De-a lungul carierei a luat startul în 1 cursă dintre care niciuna din pole-position. Nu a câștigat nicio cursă și nu a terminat niciodată pe podium, neacumulând niciun punct în întreaga activitate ca pilot de Formula 1.